# Harry Waldau
Harry Waldau (* 7. avril 1876 à Liegnitz de son nom de naissance Valentin Pinner ; † Mars 1943 dans le camp de concentration d'Auschwitz ) était un pianiste, compositeur et parolier allemand.

## Biographie
Valentin Pinner est né en Basse-Silésie en 1876, qui territoire qui faisait alors partie de l'Allemagne. Peu de choses sont connues sur son enfance et sa formation. On suppose qu'il a commencé sa carrière comme chanteur ou acteur de cabaret. En 1903, il est à Berlin et se produit au Berliner Theater dans la comédie de David Kalisch Einmal 100'000 Thaler ainsi que dans l'opérette Alt Heidelberg.
Valentin Pinner vit à Berlin en tant que chef d'orchestre et pianiste. Parallèlement, il compose dès les années 1910 des chansons et de  la musique pour des comédies et des cabarets sous le nom de plume Harry Waldau. Les célébrités de l'époque interprètent ses œuvres, dont il nous reste de nombreux enregistrement sur gramophone. En avril 1921, il devient chef d'orchestre en titre au cabaret Schall und Rauch . Il lui est aussi arrivé de diriger son propre cabaret.
Valetin Pinner a collaboré avec des paroliers tels que AO Alberts, Richard Rillo et Hans Dekner et avec des compositeurs tels que Rudolf Nelson, Max Niederberger et Alfred Pickert . Avec Nelson et Alberts, il écrit la revue "Wetten dass...?" en 1919, avec Niederberger, il écrit l'opérette Der Liebesexpress, filmée en 1931 par Emelka Münchner Lichtspielkunst AG avec Joseph Schmidt et Therese Giehse. En collaboration avec Walter Lichtenberge et Armin L. Robinson, Pinner écrit le livret de l'opérette Bravo Peggy, dont la première a lieu le 29 Avril 1932 à Berlin.
Il compose également la musique de nombreux films, d'abord pour le cinéma muet, puis pour le cinéma parlant.
Après la prise de pouvoir par les nazis en 1933, il n'est plus autorisé à travailler en tant qu'artiste car le régime interdit à toute personne d'origine juive d'exercer dans ce domaine. Son dernier domicile connu se situe au numéro 6 de la rue Xantener à Berlin. Il y est arrêté le 2 mars 1943, à l'âge de 67 ans.